# NGC 1562
NGC 1562 ist eine linsenförmige Galaxie vom Hubble-Typ S0 im Sternbild Eridanus am Südsternhimmel. Sie ist schätzungsweise 407 Millionen Lichtjahre von der Milchstraße entfernt.
Das Objekt wurde am 12. November 1885 von Francis Leavenworth entdeckt.